# Fédération irlandaise de rugby à XV
Pour les articles homonymes, voir IRFU.
L'Irish Rugby Football Union (IRFU) est la fédération chargée du rugby à XV en Irlande. L’IRFU a son siège à Lansdowne Road à Dublin, où sont également disputés les matchs internationaux de l’équipe d'Irlande de rugby à XV. Elle est également propriétaire des stades de Ravenhill à Belfast et de Thomond Park à Limerick, ainsi que de nombreux autres stades dans les différentes provinces qui sont loués aux clubs. 

## Histoire
L’IRFU est issue de deux fédérations créées en 1874 : la Irish Football Union qui avait autorité sur les clubs du Leinster, du Munster et d’une partie de l’Ulster, et la Northern Football Union of Ireland qui contrôlait la région de Belfast. Elles fusionnent en 1879 pour devenir l’IRFU, et des branches sont créées en Ulster, au Leinster et au Munster. La branche du Connacht est créée en 1886. En cette même année, elle est, avec les fédérations écossaise et galloise, à l'origine de la création de l'International Rugby Football Board, dont le siège est également à Dublin. Elle possède également une autre branche, les Irish Exiles, chargé des joueurs d'origine irlandaise mais ne vivant pas sur le sol irlandais.
À la suite de la séparation politique entre l'Irlande et l’Irlande du Nord, le directoire de l’IRFU décide de continuer d’administrer ses affaires sur la base des 32 comtés irlandais et des quatre provinces traditionnelles : Ulster, Leinster, Munster et Connacht. Cela conduit à une situation unique au sein des équipes nationales de rugby : les équipes représentant l’Irlande aux divers niveaux comportent des joueurs appartenant à deux entités politiques différentes, l'Irlande et le Royaume-Uni. Pour maintenir l’unité du rugby irlandais, l’IRFU fait l’acquisition en 1923 d’un nouveau stade dans le district de Ravenhill à Belfast. Le dernier match du Tournoi disputé à Ravenhill est une rencontre en 1954 contre l’Écosse qui s’impose 6 points (deux essais) à 0. Depuis, tous les matchs de l'équipe d'Irlande se jouent à Dublin, à Lansdowne Road ou, pendant la rénovation de ce dernier, à Croke Park.
Dès les années 1880, les quatre branches provinciales organisent différentes compétitions sous forme de coupes, qui bien qu’existant toujours aujourd’hui, ont vu leur importance diminuer avec la création, par l'IRFU, de l’All Ireland League, regroupant 50 équipes séniors, en 1990. À partir des années 1920, l'IRFU organise également un championnat inter-provinces entre ses quatre branches.
Depuis l'avènement du professionnalisme en 1995, les sélections provinciales sont devenues des équipes professionnelles. Elles participent à la Celtic League et à la Coupe d'Europe. Le Munster, le Leinster et l’Ulster sont traditionnellement les meilleures provinces tandis que le Connacht est traditionnellement l’équipe la plus faible.
Il y a actuellement[Quand ?] environ 60 000 joueurs de rugby à XV en Irlande. 56 clubs sont affiliés à la branche de l’Ulster, 71 à celle du Leinster, 59 à celle du Munster et 19 à celle du Connacht. Il y a également 246 écoles qui disposent d’équipes de rugby : 107 en Ulster, 75 au Leinster, 41 au Munster et 23 au Connacht.
En août 2022, la fédération irlandaise interdit la pratique du rugby aux femmes transgenres.
En 2024, l'IRFU revendique 75 000 joueurs et 15 000 joueuses répartis dans 220 clubs et 1 700 équipes. Au mois de novembre, la fédération rend publics ses comptes et présente un déficit de 18,4 millions d'euros sur l'exercice 2023-2024.
En 2025, et dans un contexte financier toujours difficile, l'IRFU met un terme à son programme de rugby à sept masculin. Le programme féminin est maintenu pour ses résultats sportifs positifs.

## Identité visuelle
En 2009, l'IRFU présente un nouveau logo, officiellement utilisé à partir du 1er août 2009. Ce logo reprend le principe du dernier logotype avec un léger redesign : un ballon de rugby autour de trois trèfles irlandais, le symbole national.

Évolution du logo
Logo abandonné en 2009.
Logo depuis 2009.

## Branches dépendantes de l'IRFU

### Équipes nationales
- Équipe d'Irlande de rugby à XV
- Équipe d'Irlande féminine de rugby à XV
- Équipe d'Irlande de rugby à sept
- Équipe d'Irlande féminine de rugby à sept
- Équipe d'Irlande de rugby à XV des moins de 20 ans

### Provinces
- Connacht Rugby
- Leinster Rugby
- Munster Rugby
- Ulster Rugby
- Irish Exiles

### Championnats
- All Ireland League masculine et féminine
- Championnats inter-provinces masculin et féminin

### Membre
- United Rugby Championship
- European Professional Club Rugby
- Celtic Challenge